# Notoperla tunelina
Notoperla tunelina är en bäcksländeart som först beskrevs av Navás 1917.  Notoperla tunelina ingår i släktet Notoperla och familjen Gripopterygidae. Inga underarter finns listade i Catalogue of Life.